# Kevin Owens
Kevin Yanick Steen (7 mai din 1984) este un wrestler profesionist canadian. În prezent lucrează pentru compania WWE în brandul SmackDown , sub numele de Kevin Owens. 
Steen a fost de cinci ori campion mondial, după ce a câștigat o singură dată, Campionatul Mondial din ROH, de trei ori Campionatul Mondial de PWG și o singură dată Campionatul Universal WWE. De asemenea, a câștigat în două rânduri, Campionatul Intercontinental WWE și o data Campionatul din NXT.

## Manevre de Final
- - Ca Kevin Owens
  - Pop-up powerbomb , uneori precedată de o lovitură de intestin
  - frog splash (Frog splash)– 2015-2016-a folosit ca o mișcare de semnătură după.
  - Argentina￼ neckbreake￼￼r – 2016-prezent
  - Ca Kevin Steen
  - Steenalizer (Aruncarea pachetului powerbomb)[2]
  - F-Cinq (Pompier transporta facebuster)[3][4][5] – 2012-2014
  - Pachetul piledriver[6] - 1999-2014
  - Crossface[7] - 2010
  - Trăgător de elită[6]

## Campionate și realizări
- WWE 
  - WWE Universal Championship (1 dată)
  - WWE Intercontinental Championship (2 ori)
  - WWE United States Championship (3 ori)
  - NXT Championship (1 dată)